# Ulrike Meinhof

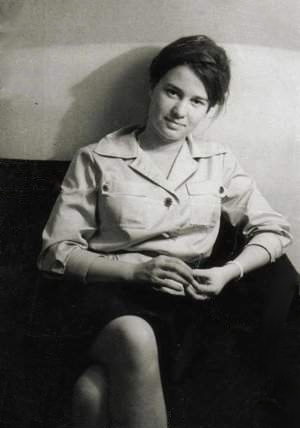
Ulrike Meinhof khi là nhà báo trẻ (khoảng 1964)

Ulrike Marie Meinhof (7 tháng 10 năm 1934 tại Oldenburg - 9 tháng 5 năm 1976 tại Stuttgart) là một nhà báo và từ năm 1970 là người đồng thành lập tổ chức cực tả Phái Hồng quân trong bí mật.
Vì tính sắc bén trí thức và khả năng phân tích chính trị, Ulrike Meinhof cho đến nay vẫn được giới công khai xem như là nhân vật lãnh đạo trí thức của Phái Hồng quân.

## Cuộc đời
Ulrike Meinhof là người con gái của nhà lịch sử nghệ thuật Dr. Werner Meinhof. Năm 1940 cha của bà mất, đến năm 1948 mẹ bà mất. Nhà nữ lịch sử học Renate Riemeck, người bạn của cha mẹ Meinhof, trở thành người giám hộ Ulrike Meinhof, lúc đấy 14 tuổi. Năm 1955 Ulrike Meinhof tốt nghiệp phổ thông tại Weilburg. Sau khi học đại học về triết học, sư phạm, xã hội học và ngôn ngữ Đức học tại Marburg trong thời gian 1955/1956 Meinhof hoạt động trong phong trào cải cách Tin Lành. Năm 1957 Meinhof chuyển về trường Đại học Münster (Westfälische Wilhelms-Universität) và gia nhập Hội Thanh niên Xã hội chủ nghĩa Đức (Sozialitischer Deutscher Studentenbund-SDS). Bà trở thành phát ngôn viên của "Ủy ban chống cái chết nguyên tử" tại Münster, là một phong trào được hưởng ứng rộng rãi chống đối các kế hoạch trang bị vũ khí hạt nhân cho quân đội Đức của chính phủ đảng CDU dưới quyền thủ tướng Konrad Adenauer. Bà viết nhiều bài trên các báo sinh viên khác nhau, ngoài những báo khác là tờ "david" của sinh viên cánh tả được xuất bản bởi nhóm SDS tại Münster. Meinhof làm việc cho tờ báo cánh tả konkret từ 1959 cho đến 1969, trong thời gian đó từ 1962 đến 1964 là tổng biên tập của báo. Sau đấy Ulrike Meinhof thuộc vào ban biên tập của tờ 883. Năm 1970 Meinhof sản xuất phim truyền hình "Bambule" cũng do bà viết kịch bản. Trong đó bà phê bình các phương pháp giáo dục độc đoán trong nhà nuôi dưỡng thanh thiếu niên, trong cuốn phim đã dẫn đến một cuộc nổi loạn của những nữ thanh thiếu niên trong nhà nuôi dưỡng. Kịch bản cũng được xem như lời ám chỉ cho hoàn cảnh xã hội đang thống trị lúc bấy giờ và là một cách thức mới của đấu tranh giai cấp.
Năm 1961 bà kết hôn với Klaus Rainer Röhl, chủ nhiệm báo "konkret". Ra đời từ cuộc hôn nhân này là 2 chị em gái song sinh: Regina và Bettina (ngày nay Bettina Röhl là một nhà báo). Cuối năm 1967 Meinhof chia tay và năm 1968 li dị Röhl. Trong khi tường thuật về "vụ xử án những người đốt cháy siêu thị Frankfurt" bà quen biết với những bị cáo trong vụ án này: Thorwald Proll, Horst Söhnlein và những người thành lập Phái Hồng quân sau này là Andreas Baader và Gudrun Ensslin.
Vào ngày 14 tháng 5 năm 1970 Meinhof tham gia vào vụ giải phóng Andreas Baaders và gia nhập Phái hồng quân của Baader. Từ thời điểm này, từ trong bí mật, Ulrike Meinhof tham gia vào các cuộc cướp ngân hàng và đánh bom chống lại "chế độ" - theo cách nhìn của RAF - của Chủ nghĩa Đế quốc tại Cộng hòa Liên bang Đức. Thế nhưng khác với nhóm du kíck thành phố Tupamaros tại Uruguay, RAF đã đánh mất cơ sở của những giới có cảm tình và qua đó ngày càng tự cô lập mình ra khỏi phong trào chống đối công khai cánh tả lúc bấy giờ.
Vào ngày 15 tháng 6 năm 1972 cảnh sát phát hiện và bắt giữ Meinhof tại Langenhagen gần thành phố Hannover, nơi Meinhof đang lẫn trốn trong nhà của một người thầy cũ.
Vào ngày 29 tháng 11 năm 1974 Ulrike Meinhof bị tuyên án 8 năm tù. Ngày 9 tháng 5 năm 1976 Meinhof được phát hiện chết trong phòng giam tại nhà tù Stuttgart-Stammheim. Theo điều tra chính thức, bà đã tự treo cổ tự tử bằng một sợi dây làm từ tấm vải trải giường. Phái Hồng quân cũng như những thẩm định theo yêu cầu của thân nhân hoài nghi lối giải thích tự tử chính thức này. Ulrike Meinhof được an táng vào ngày 15 tháng 5 năm 1976 tại nghĩa trang trong Berlin-Mariendorf với 4.000 người đưa tiễn.
Mùa thu năm 2002 con gái bà, nữ nhà báo Bettina Röhl, khám phá ra bộ não của người mẹ không được mai táng mà trái lại đã được lưu giữ trong formalin từ hằng chục năm nay. Bộ não được đưa về bệnh viện tại Magdeburg để nghiên cứu. Các giáo sư sau đó bị một ủy ban về đạo đức cấm không được tiếp tục nghiên cứu về bộ não cũng như không được công bố kết quả nghiên cứu cho tới thời điểm đó của họ. Viện công tố Stuttgart yêu cầu các giáo sư trao trả lại bộ não, hỏa thiêu và trao lại cho thân nhân.

## Tác phẩm
- Karl Wolff oder: Porträt eines anpassungsfähigen Deutschen.. Đạo diễn: Heinz Otto Müller. 1964. (Abendstudio)
- Gefahr vom Fließband. Arbeitsunfälle - beobachtet und kritisch beschrieben.. Đạo diễn: Peter Schulze-Rohr. 1965. (Abendstudio)
- Bambule - Fürsorge - Sorge für wen? Berlin: Wagenbach, 1971. (Tái bản 2002 ISBN 3-803-12428-X)
- Die Würde des Menschen ist antastbar. Aufsätze und Polemiken. Berlin: Wagenbach, 2004. ISBN 3-803-12491-3
- Deutschland Deutschland unter anderm. Aufsätze und Polemiken, Berlin: Wagenbach. ISBN 3-803-12253-8

### Tiếng Anh
- Baader-Meinhof scholar and student info site Lưu trữ ngày 27 tháng 8 năm 2006 tại Wayback Machine
- Crime Library Lưu trữ ngày 30 tháng 9 năm 2007 tại Wayback Machine
- My Mother, the Terrorist (Deutsche Welle, 14 tháng 3 năm 2006)

### Tiếng Đức
- Bettina Röhl về câu chuyện bộ não của von Ulrike Meinhof Lưu trữ ngày 14 tháng 3 năm 2009 tại Wayback Machine
- Ngôi mộ của Ulrike Meinhof Lưu trữ ngày 6 tháng 10 năm 2008 tại Wayback Machine